# Elsartmolen
De Elsartmolen (ook: Elstermolen) is een watermolen op de Herk te Stevoort, gelegen aan Herkkantstraat 58.
Deze onderslagmolen fungeerde als korenmolen.

## Geschiedenis
Reeds in 1237 werd al melding gemaakt van een molen op deze plaats. Het huidige molenhuis is 19e-eeuws, met mogelijk een oudere kern. Daaraan vastgebouwd is het molenaarshuis uit 1926. Het huidige sluiswerk stamt uit 1930.
De molen heeft een metalen onderslagrad en ook het binnenwerk is nog aanwezig. De molen is draaivaardig, en draait af en toe. Maar gemalen wordt er niet meer: De molen is ingericht als restaurant.
- Inventaris van het Bouwkundig Erfgoed (Vlaanderen): 22341